# Ecchlorolestes peringueyi
Ecchlorolestes peringueyi је инсект из реда Odonata.

## Угроженост
Ова врста се сматра рањивом у погледу угрожености врсте од изумирања.

## Распрострањење
Ареал врсте је ограничен на једну државу. 
Јужноафричка Република је једино познато природно станиште врсте.

## Станиште
Станишта врсте су шуме, планине, речни екосистеми и слатководна подручја.